# Templo Könchogsum
El lhakhang Könchogsum, también llamado templo Tsilung, es un monasterio budista en el distrito de Bumthang, parte de la zona central de Bután. De acuerdo al tertön Pema Lingpa, la institución fue fundada en el siglo VIII. En 1039 Bonpo Dragtshel descubrió textos que habían sido enterrados por Padmasambhava en el lugar.

## Historia
Según el cuento popular del templo, el rey de las deidades del agua se levantó del lago debajo del edificio y le ofreció a Dragtshel un pilar de piedra y un pergamino. Este concepto de un lago bajo el terreno del monasterio también se reitera en otra historia en la que se dice que Pema Lingpa descubrió el estanque subterráneo y ocultó la entrada con una piedra, que se encuentra en la actualidad en el patio del templo.
En febrero de 2010, el lhakhang resultó gravemente dañado por un incendio causado por la caída de una lámpara de mantequilla, y desde entonces ha sido reconstruido pese a los retrasos debido a la falta de presupuesto y la aprobación gubernamental. La mayoría de las reliquias del templo fueron recuperadas sin grandes daños. El nuevo templo y monasterio fue consagrado en noviembre de 2014.

## Arquitectura y reliquias
La estructura moderna del edificio se caracteriza por sus grandes columnas, el techo decorado con mandalas y la ornamentación mediante intrincados diseños. La edificación se ve flanqueada a ambos lados por los aposentos de los monjes. El templo alberga una estatua de Vairocana en su santuario principal y figuras de Padmasambhava y Avalokiteśvara. Del mismo modo, el edificio cuenta con pinturas de Pema Lingpa y Longchenpa.
El templo es conocido por su antigua reliquia, una campana de bronce (choedril), que lleva en su interior una inscripción del siglo VIII. El ejército tibetano fue enviado a buscarla pero la campana pesaba tanto que los soldados no pudieron levantarla y la dejaron caer, por lo que en la actualidad está rota y ha permanecido en Bután. En cuanto al pilar que se encuentra frente al recinto, probablemente sea un antiguo megalito. Estos son muy comunes en el reino, especialmente en la región central.